# Шнейдер, Фридрих
Фридрих-Антон Шнейдер (нем. Friedrich-Anton Schneider; 1831—1890) — немецкий зоолог.

## Биография
С 1849 года он изучал математику и естественные науки в Боннском университете, а с 1851 года — в Берлинском университете у Иоганна Мюллера, под руководством которого написал и в 1854 году защитил докторскую диссертацию. Во время поездки в Норвегию он вместе со своим учителем пережил кораблекрушение. 
Вследствие смерти отца он был вынужден в течение нескольких лет заведовать его коммерческими делами. Совершив поездки в Неаполь и Мессину, с 1859 года он стал читать в Берлинском университете лекции в качестве приват-доцента, назначен хранителем зоологического музея в Берлине.
В 1869 году он был приглашён ординарным профессором зоологии в Гисенский университет. В 1874 году он был избран членом Германской академии Леопольдина. На учебный 1880/1881 год он был избран ректором Гисенского университета.
В 1881 году перешёл в Бреславльский университет, где читал зоологию до 1889 года. В 1886/1887 учебном году он был ректором университета. 
Женился только в 1886 году и умер четыре года спустя в возрасте 59 лет.
Фридрих Шнейдер работал в области систематики, анатомии, эмбриологии и гистологии; он одним из первых указал на значение кариокинетических фигур, появляющихся при делении ядра, исследовал превращение Actinotrocha branchiata и значительно способствовал к познанию как анатомии (преимущественно мышечной системы), так и систематики круглых червей; его монография нематод считается лучшей работой по этому предмету. В области позвоночных животных он изучил анатомию ланцетника и миноги, строение плавников у двоякодышащих рыб и многое др.